# Рей Клеменс
Рей Клеменс (англ. Ray Clemence, 5 серпня 1948, Скегнесс — 15 листопада 2020) — англійський футболіст, воротар. По завершенні ігрової кар'єри — тренер.
За активну ігрову кар'єру, що тривала впродовж 1965—1988 років, провів у складі клубних і збірних команд 1118 офіційних матчів у різних турнірах. За цим показником посідає друге місце в історії світового футболу, поступаючись лише іншому англійському воротареві Пітеру Шилтону.

## Клубна кар'єра
Вихованець футбольної школи клубу «Ноттс Каунті».
У дорослому футболі дебютував 1965 року виступами за команду «Сканторп Юнайтед», в якій провів два сезони, узявши участь у 48 матчах чемпіонату.
Своєю грою за цю команду привернув увагу представників тренерського штабу клубу «Ліверпуля», до складу якого приєднався 1967 року. Відіграв за команду наступні чотирнадцять сезонів своєї ігрової кар'єри. Більшість часу, проведеного у складі «Ліверпуля», був основним голкіпером команди. За цей час п'ять разів виборював титул чемпіона Англії, ставав володарем Кубка Англії, п'ятиразовим володарем Суперкубка Англії, триразовим володарем Кубка чемпіонів УЄФА, дворазовим володарем Кубка УЄФА та володарем Суперкубка УЄФА.
1981 року перейшов до клубу «Тоттенхем Готспур», за який відіграв 7 сезонів. Граючи у складі «Тоттенхем Готспур», також здебільшого виходив на поле в основному складі команди. За цей час додав до переліку своїх трофеїв ще один титул володаря Кубка Англії. Завершив професійну кар'єру футболіста виступами за команду «Тоттенхем Готспур» 1988 року.

## Виступи за збірну
1973 року дебютував в офіційних матчах у складі національної збірної Англії. Упродовж кар'єри в національній команді, яка тривала 12 років, провів у формі головної команди країни 61 матч. У складі збірної був учасником чемпіонату Європи 1980 року в Італії і чемпіонату світу 1982 року в Іспанії.

## Кар'єра тренера
Розпочав тренерську кар'єру одразу ж по завершенні кар'єри гравця, 1988 року, очоливши тренерський штаб клубу «Тоттенхем Готспур».
Останнім місцем тренерської роботи був клуб «Барнет», команду якого Рей Клеменс очолював як головний тренер до 1996 року.

## Титули і досягнення
- Чемпіон Англії (5):

«Ліверпуль»: 1972-73, 1975-76, 1976-77, 1978-79, 1979-80
- Володар Кубка Англії (2):

«Ліверпуль»: 1973-74
«Тоттенгем Готспур»: 1981-82
- Володар Кубка англійської ліги (1):

«Ліверпуль»: 1980-81
- Володар Суперкубка Англії з футболу (6):

«Ліверпуль»: 1974, 1976, 1977, 1979, 1980
«Тоттенгем Готспур»: 1981
- Володар Кубка європейських чемпіонів (3):

«Ліверпуль»: 1976-77, 1977-78, 1980-81
- Володар Кубка УЄФА (3):

«Ліверпуль»: 1972-73, 1975-76
«Тоттенгем Готспур»: 1983-84
- Володар Суперкубка Європи (1):

«Ліверпуль»: 1977